# RV Волопаса
RV Волопаса (лат. RV Boötis), HD 129004 — двойная звезда в созвездии Волопаса на расстоянии приблизительно 1866 световых лет (около 572 парсеков) от Солнца. Видимая звёздная величина звезды — от +9m до +7m.

## Характеристики
Первый компонент — красный гигант, пульсирующая полуправильная переменная звезда типа SRB (SRB) спектрального класса M5e-M7e, или M6III:e, или M4, или Mb. Масса — около 0,795 солнечной, радиус — около 854,965 солнечных, светимость — около 8100 солнечных. Эффективная температура — около 3092 K.
Второй компонент — красный карлик спектрального класса M. Масса — около 83,93 юпитерианских (0,0801 солнечной). Удалён на 1,385 а.е..